# Wolfgang Wiechert
Wolfgang Wiechert (* 3. März 1960 in Opladen, heute Leverkusen) ist Professor für Computational Systems Biotechnology an der RWTH Aachen und seit 2009 Leiter des Instituts für Biotechnologie (IBG-1: Biotechnologie) am Forschungszentrum Jülich.

## Wirken
Wiechert studierte von 1979 bis 1985 Mathematik und Informatik an der Universität Bonn und promovierte dort 1990 nach Aufbaustudien in Biotechnologie und Bioverfahrenstechnik mit Auszeichnung in Theoretischer Biologie. Von 1990 bis 1995 war er wissenschaftlicher Mitarbeiter am Forschungszentrum Jülich im Institut für Biotechnologie. 1995 erfolgte die Habilitation über die Grundlagen für die Methode der Metabolischen 13C-Stoffflussanalyse an der Universität Bonn. Im Jahr 1996 wurde er als Professor für Simulationstechnik an das Institut für Mechanik und Regelungstechnik des Fachbereichs Maschinenbau der Universität Siegen berufen, 2002 bis 2009 C4-Professor für Simulationstechnik und Informatik im Maschinenbau, Universität Siegen, 2009 bis 2011 W3-Professor für Systembiologie, Universität Düsseldorf, seit 2009 Direktor des Instituts für Biotechnologie 2 am Forschungszentrum Jülich und seit 2011 W3-Professor für Computational Systems Biotechnology an der RWTH Aachen. Im Jahr 2006 war er für ein halbes Jahr als Gastprofessor an der ETH Zürich tätig.
Sein Hauptarbeitsgebiet ist die Angewandte Systembio(techno)logie mit einem besonderen Schwerpunkt auf Methoden der quantitativen Biologie:
- Bioprocess development
- Systems metabolic engineering
- Synthetic Biology
- Modeling, simulation, and data science
- Single cell analysis and optogenetics

## Auszeichnungen und Stipendien
- 1978 Bundessieg im Bundeswettbewerb Mathematik
- 2001 Bellman Preis der Zeitschrift „Mathematical Biosciences“
- 2008 Dechema-Preis der Max-Buchner-Stiftung[1]
- Mitglied der Deutschen Akademie der Technikwissenschaften (Acatech)

## Schriften (Auswahl)
- W. Wiechert: 13C metabolic flux analysis. In: Metabolic engineering 3 (3), 195–206. doi:10.1006/mben.2001.0187.
- M. Weitzel, K. Nöh, T. Dalman, S. Niedenführ, B. Stute, W. Wiechert: 13CFLUX2—high-performance software suite for 13C-metabolic flux analysis. In: Bioinformatics 29 (1), 143–145. doi:10.1093/bioinformatics/bts646
- W. Wiechert, M. Wurzel: Metabolic isotopomer labeling systems: Part I: global dynamic behavior. In: Mathematical biosciences 169 (2), 173–205. doi:10.1016/S0025-5564(00)00059-6
- K. Nöh, K. Grönke, B. Luo, R. Takors, M. Oldiges, W. Wiechert: Metabolic flux analysis at ultra short time scale: isotopically non-stationary 13C labeling experiments. In: Journal of biotechnology 129 (2), 249–267.doi:10.1016/j.jbiotec.2006.11.015
- W. Wiechert, S. Noack, A. Elsheikh: Modeling Languages for Biochemical Network Simulation: Reaction vs Equation Based Approaches. In: Advances in Biochemical Engineering / Biotechnology 121:109–138. doi:10.1007/10_2009_64
- P. Droste, S. Miebach, S. Niedenführ, W. Wiechert, K. Nöh: Visualizing multi-omics data in metabolic networks with the software Omix—A case study. In: Biosystems 105 (2), 154–161. doi:10.1016/j.biosystems.2011.04.003
- N. Paczia, A. Nilgen, T. Lehmann, J. Gätgens, W. Wiechert, S. Noack: Extensive exometabolome analysis reveals extended overflow metabolism in various microorganisms. In: Microbial cell factories 11 (1), 1–14. doi:10.1186/1475-2859-11-122
- A. Grünberger, W. Wiechert, D. Kohlheyer: Single-cell microfluidics: opportunity for bioprocess development. In: Current opinion in biotechnology 29, 15–23. doi:10.1016/j.copbio.2014.02.008
- S. Unthan, A. Radek, W. Wiechert, M. Oldiges, S. Noack: Bioprocess automation on a Mini Pilot Plant enables fast quantitative microbial phenotyping. In: Microbial cell factories 14 (1), 1–11. doi:10.1186/s12934-015-0216-6
- A. Elsheikh, W. Wiechert The structural index of sensitivity equations. In: Mathematical and Computer Modelling of Dynamical System. doi:10.1080/13873954.2018.1531034